# طوي (كرسي)

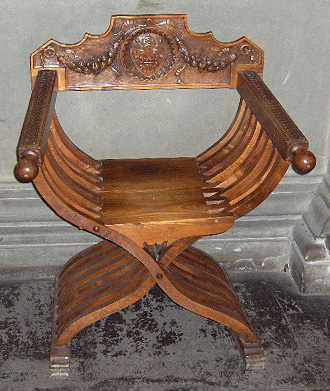
طوي معروض في قصير فيكيو في إفلورِنسة

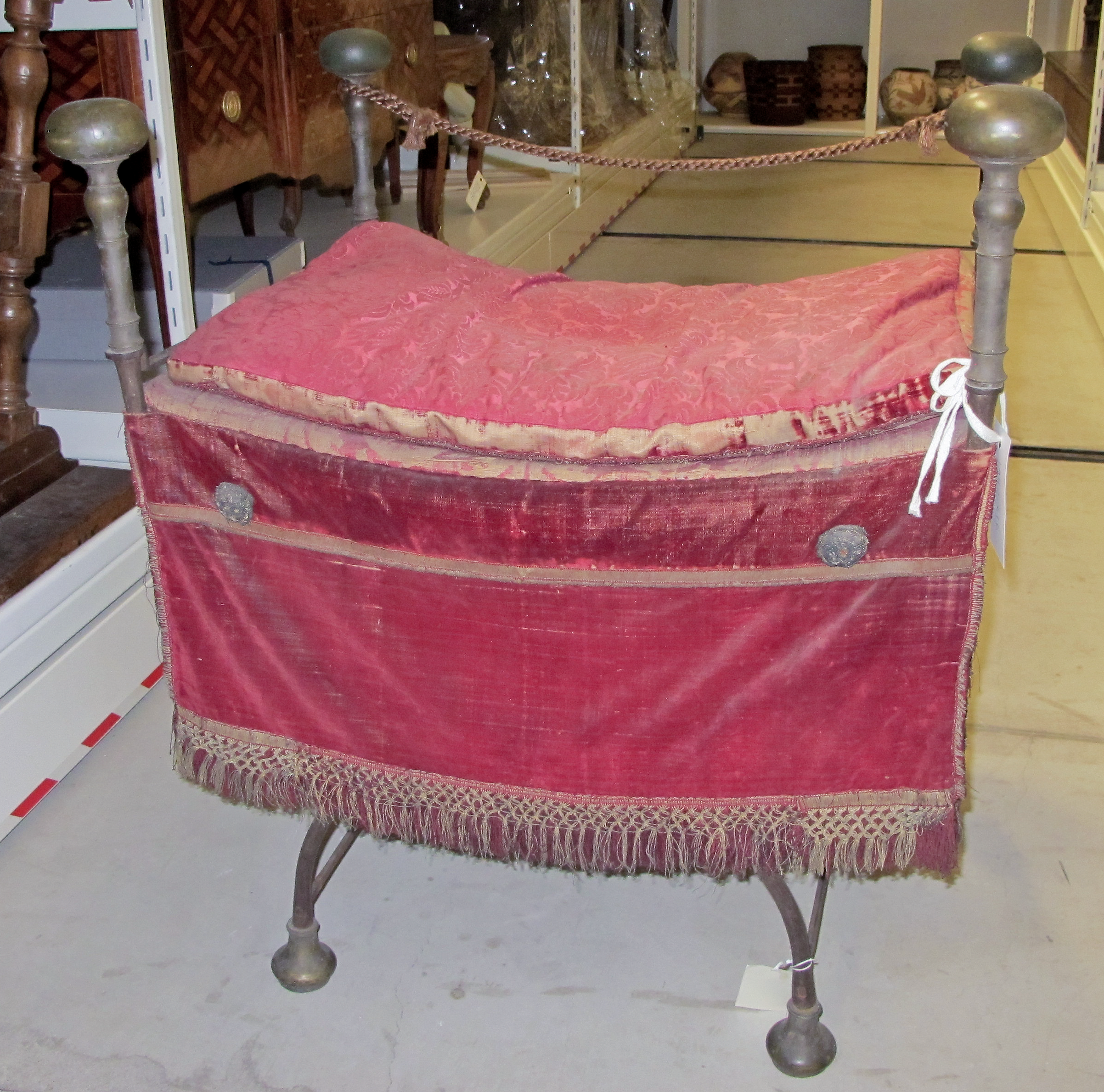
طوي كنسي بين عامي 1400-1500s

الطَّوِيّ هو كرسي طوي، يستخدمه الأسقف عندما لا يشغل العرش في كتدرائيته، أو عند توليه رئاسة كتدرائية أو كنيسة أخرى غير الكنيسة الخاصة به؛ ومن ثم أي كرسي قابل للطي متحرك يستخدم أثناء الخدمة الإلهية.